# Delphine Moussin
Delphine Moussin (1969) è un'ex ballerina francese, danseuse étoile del balletto dell'Opéra di Parigi dal 2005 al 2011.

## Biografia
Dopo aver studiato alla scuola di danza dell'Opéra di Parigi, nel 1984 si è unita al corps de ballet della compagnia. Dieci anni più tardi è stata promossa a ballerina principale e il 3 maggio 2005 è stata proclamata danseuse étoile dopo una rappresentazione di Cenerentola. Sei anni più tardi ha dato il suo addio alle scene e da allora ha insegnato danza alla scuola di danza del balletto dell'Opéra di Parigi.
Nel corso della sua carriera ha danzato molti dei maggiori ruoli femminili del repertorio, tra cui Odette e Odile ne Il lago dei cigni, Florine ne La bella addormentata, Kitri in Don Chisciotte, Gamzatti e Nikiya ne La Bayadère, Swanilda in Coppelia, Calliope nell'Apollon Musagete e le eponime protagoniste de La Sylphide, Raymonda, Giselle e Cenerentola.